# Pintce
Pintce /=confluence of Pin River/, selo Necosliwoten (Nikozliautin) Indijanaca na jezeru Stuart Lake u kanadskoj provinxciji Britanska Kolumbija, locirano na ušću rijeke Pintce. Populacija mu je 1906. iznosila 42.